# Puliciphora pauxilla
Puliciphora pauxilla är en tvåvingeart som först beskrevs av Borgmeier 1960.  Puliciphora pauxilla ingår i släktet Puliciphora och familjen puckelflugor.
Artens utbredningsområde är Costa Rica. Inga underarter finns listade i Catalogue of Life.